# Heinz Fiebig

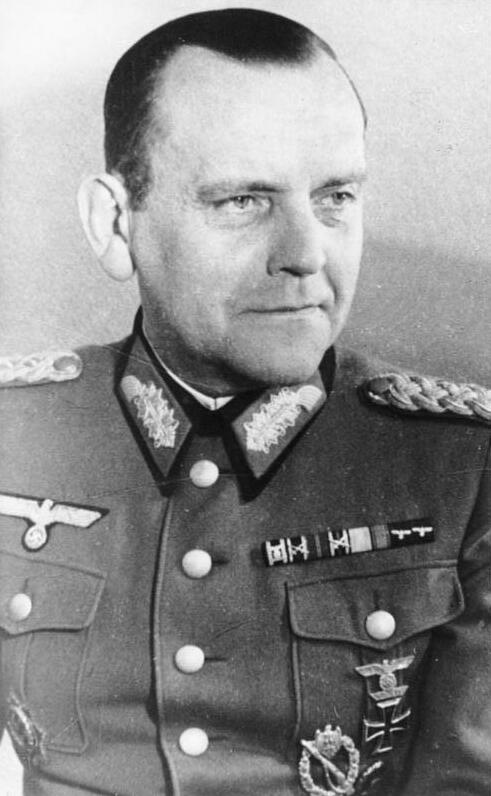
Heinz Fiebig (1944)

Heinz Fiebig (* 23. März 1897 in Zaborze/Oberschlesien; † 30. März 1964 in Seesen) war ein deutscher Generalmajor im Zweiten Weltkrieg.

## Leben
Fiebig trat kurz nach Beginn des Ersten Weltkrieges am 21. August 1914 als Fahnenjunker in das II. Ersatz-Bataillon des 3. Schlesisches Infanterie-Regiments Nr. 156 der Preußischen Armee ein und kam Mitte Januar 1915 an die Westfront. Er avancierte am 23. Januar 1915 zum Leutnant und erkrankte Ende des Jahres während der Stellungskämpfe vor Verdun. Nach Lazarettaufenthalt und Gesundung kehrte Fiebig Mitte Januar 1916 zu seinem Stammregiment an die Front zurück und fungierte am Mitte Mai als Kompanie- und Zugführer. Während der Stellungskämpfe in Flandern und im Artois war er Mitte August 1916 kurzzeitig stellvertretender Adjutant des I. Bataillons und anschließend Adjutant des II. Bataillons. Anfang September 1918 übernahm Fiebig bis zu seiner Verwundung Ende des Monats die Führung der 12. Kompanie.
Ein Lazarettaufenthalt und das Kriegsende verhinderte einen weiteren Einsatz an der Front. Ausgezeichnet mit beiden Klassen des Eisernen Kreuzes und dem Verwundetenabzeichen in Schwarz wurde er daraufhin Mitte November 1918 dem Ersatz-Bataillon seines Regiments überwiesen und als Adjutant des Garnisonskommandos Beuthen verwendet.
In der Weimarer Republik wurde er in die Reichswehr übernommen. Er diente in unterschiedlichen Einheiten, die meiste Zeit in verschiedenen Funktionen im 3. (Preußisches) Infanterie-Regiment. Er stieg bis Anfang April 1931 zum Hauptmann auf, wurde nach der Machtergreifung der Nationalsozialisten
Anfang September 1934 zur Kommandantur Berlin versetzt und einen Monat später zum Chef der 1. Kompanie des Wachregiments Berlin ernannt. In dieser Stellung am 1. Januar 1936 zum Major befördert, folgte zum 1. November 1936 seine Versetzung als Lehrer an die Kriegsschule in Dresden.
Kurz vor dem Beginn des Zweiten Weltkriegs wurde der am 1. März 1939 zum Oberstleutnant befördert Fiebig zum Kommandeur des I. Bataillons im Infanterie-Regiment 192 ernannt. Das Regiment kam beim Überfall auf Polen nicht zum Einsatz. Im Westfeldzug 1940 kämpfte seine Einheit in Holland, Belgien und Frankreich und verblieb danach im Land. Ende 1940 wurde sein Bataillon an das Infanterie-Regiment 575 abgegeben. Fiebig blieb dessen Kommandeur bis zum März 1941. Ab März 1941 war Fiebig Kommandeur des Infanterie-Regiments 448 bei der 137. Infanterie-Division, das im Krieg gegen die Sowjetunion eingesetzt wurde. Für sein Wirken wurde er am 28. Februar 1942 mit dem Deutschen Kreuz in Gold ausgezeichnet. Von Juni 1943 bis April 1944 war Fiebig Kommandeur der Armeewaffenschule der 4. Armee. In dieser Zeit war er kurzfristig mit der Führung der 36. Infanterie-Division, später der 246. Infanterie-Division betraut.
Im April 1944 wurde Fiebig in die Führerreserve des OKH versetzt und besuchte einen Divisionsführerkurs. Ab August 1944 war er mit der stellvertretenden Führung der 712. Infanterie-Division beauftragt, bevor er Ende September 1944 zunächst die Führung und unter Beförderung zum Generalmajor am 1. Dezember 1944 das Kommando über die 84. Infanterie-Division erhielt. Die Division wurde in diesem Zeitraum an der Westfront zum wiederholten Mal zerschlagen, eine geplante Wiederaufstellung fand nicht mehr statt. Mit der Bedingungslosen Kapitulation der Wehrmacht geriet Fiebig am 8. Mai 1945 in Kriegsgefangenschaft, aus der er 1947 entlassen wurde.